# دهستان خور
خور دهستانی در بخش مرکزی شهرستان خوسف استان خراسان جنوبی ایران است. بر پایه سرشماری عمومی نفوس و مسکن در سال ۱۳۹۵ جمعیت این دهستان ۲۴۷۶ نفر (در ۶۴۳ خانوار) بوده‌است.